# تشارلز هاني
تشارلز هاني (بالإنجليزية: Charles Honey)‏ هو لاعب كرة مضرب جنوب أفريقي، ولد في 1962 في جوهانسبرغ في جنوب أفريقيا.

## وصلات خارجية
- تشارلز هاني على موقع رابطة محترفي التنس (الإنجليزية)
- تشارلز هاني على موقع الاتحاد الدولي لكرة المضرب (الإنجليزية)